# Würm (Beieren)
De Würm is een kleine rivier in de Duitse deelstaat Beieren die stroomt vanaf Starnberg (aan de Starnberger See ten zuiden van München) via plaatsen als Gauting, Planegg en Gräfelfing naar München. Daar mondt deze rivier uit in de Isar.
Het Würm Glaciaal is naar deze rivier vernoemd. 

## Geschiedenis
In 910 werd de rivier voor het eerst genoemd als Wirmiseo, welke naam van Proto-Indo-Europese komaf is.